# Amedeo Bianco
Amedeo Bianco (Napoli, 20 luglio 1948) è un politico italiano.

## Biografia
Nato a Napoli, ma vive a Torino.
Laureato presso la Facoltà di Medicina e Chirurgia dell'Università di Torino nel 1973. 
Ha conseguito il diploma di Specialista in Malattie dell'Apparato Digerente presso la Facoltà di Medicina e Chirurgia dell'Università di Firenze e il diploma di Specialista in Oncologia Clinica presso la Facoltà di Medicina e Chirurgia dell'Università di Torino. 
Dal 1976 medico internista presso l'Ospedale Mauriziano Umberto I di Torino. Dal 2000 Presidente dell'Ordine dei Medici Chirurghi e degli Odontoiatri della provincia di Torino e riconfermato per il triennio 2003/2005 e 2006/2008. 
Dal marzo 2000 componente del Comitato Centrale della FNOMCeO. Dal marzo 2006 Presidente della FNOMCeO (Federazione Nazionale dei Medici chirurghi e degli Odontoiatri).

### Elezione a senatore
Alle elezioni politiche del 2013 viene eletto al Senato della repubblica, in regione Sicilia, nelle liste del Partito Democratico. 
In Senato è membro della XII Commissione Igiene e Sanità.